# Pseudocercospora struthanthi
Pseudocercospora struthanthi är en svampart som beskrevs av U. Braun, F.O. Freire & N. Pons 2003. Pseudocercospora struthanthi ingår i släktet Pseudocercospora och familjen Mycosphaerellaceae.   Inga underarter finns listade i Catalogue of Life.